# Mesen (Archangelsk, Mesenski)
Mesen (russisch Мезень, wiss. Transliteration Mezenʹ) ist eine Kleinstadt in Nordwestrussland. Sie hat 3575 Einwohner (Stand 14. Oktober 2010) und gehört zur Oblast Archangelsk.

## Geografie
Die Stadt liegt etwa 215 km nordöstlich der Oblasthauptstadt Archangelsk am rechten Ufer des Flusses Mesen, 45 km oberhalb seiner Mündung in das Weiße Meer. Etwa 4 km nördlich von Mesen befindet sich der Flughafen Mesen.
Die Stadt Mesen ist Verwaltungszentrum des Mesenski rajon.

## Geschichte
Siedlungen im Gebiet des heutigen Mesen entstanden bereits im 15. und 16. Jahrhundert.
Im Jahr 1780 wurden die Siedlungen Okladnikowa (Окладникова) und Kusnezowa (Кузнецова) zur Stadt Mesen vereinigt. Mesen erhielt das Stadtrecht und wurde zum Zentrum des gleichnamigen Kreises (Mesenski ujesd). Dieser nahm die Hälfte des damaligen Gouvernementes Archangelsk ein. 1929 wurde die Stadt zum Zentrum des neu gegründeten Mesenski rajon.

### Einwohnerentwicklung
Die folgende Übersicht zeigt die Entwicklung der Einwohnerzahlen von Mesen.
| Jahr | Einwohner |
| ---- | --------- |
| 1897 | 1847      |
| 1926 | 2952      |
| 1939 | 3874      |
| 1959 | 4077      |
| 1970 | 4236      |
| 1979 | 4812      |
| 1989 | 4968      |
| 2002 | 3863      |
| 2010 | 3575      |

Anmerkung: Volkszählungsdaten

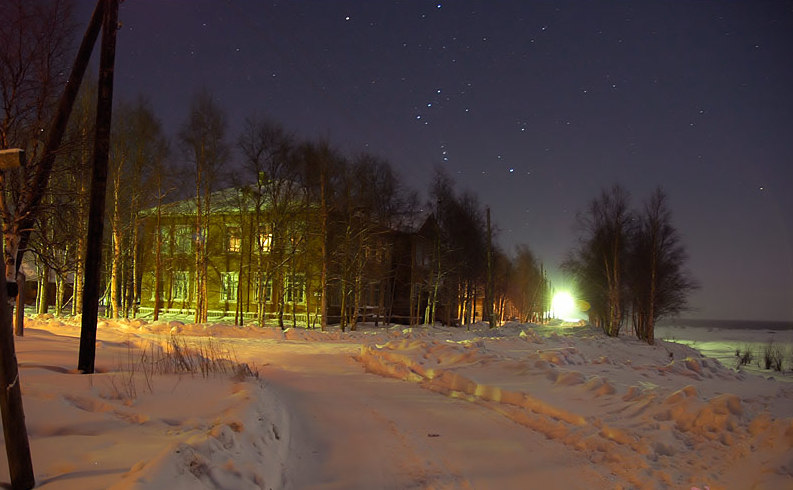
Eine Schule in Mesen
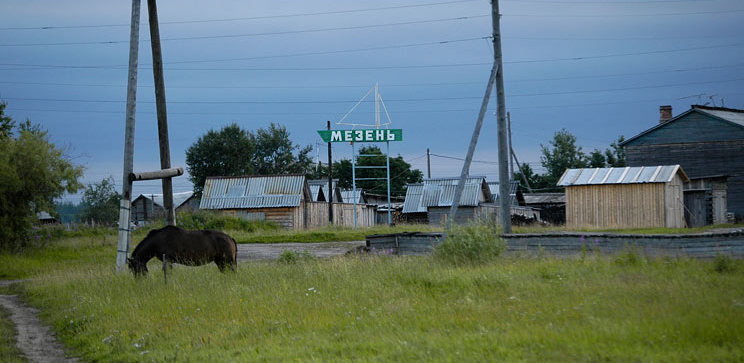
Ortseingang